# Peter Franchoys
Peter Franchoys (Mechelen, 1606 - aldaar, 11 augustus 1654), ook bekend als Pieter Franchoys of Peeter Franchoys was een Brabantse barokschilder.
Hij leerde het schilderen van zijn vader Lucas Franchoys de Oudere (1574–1643) waarna hij meer van het vak leerde in Antwerpen, bij Gerard Seghers. Hij reisde in 1631 naar Frankrijk en verbleef in Fontainebleau. In 1646 werd hij lid van een schutterij in Mechelen en werd lid van de plaatselijke Sint-Lucasgilde. Hij werkte een aantal jaren voor Leopold Willem van Oostenrijk en wordt beschreven in het Het Gulden Cabinet van Cornelis de Bie uit Lier. Er zijn maar enkele werken van hem bewaard gebleven.

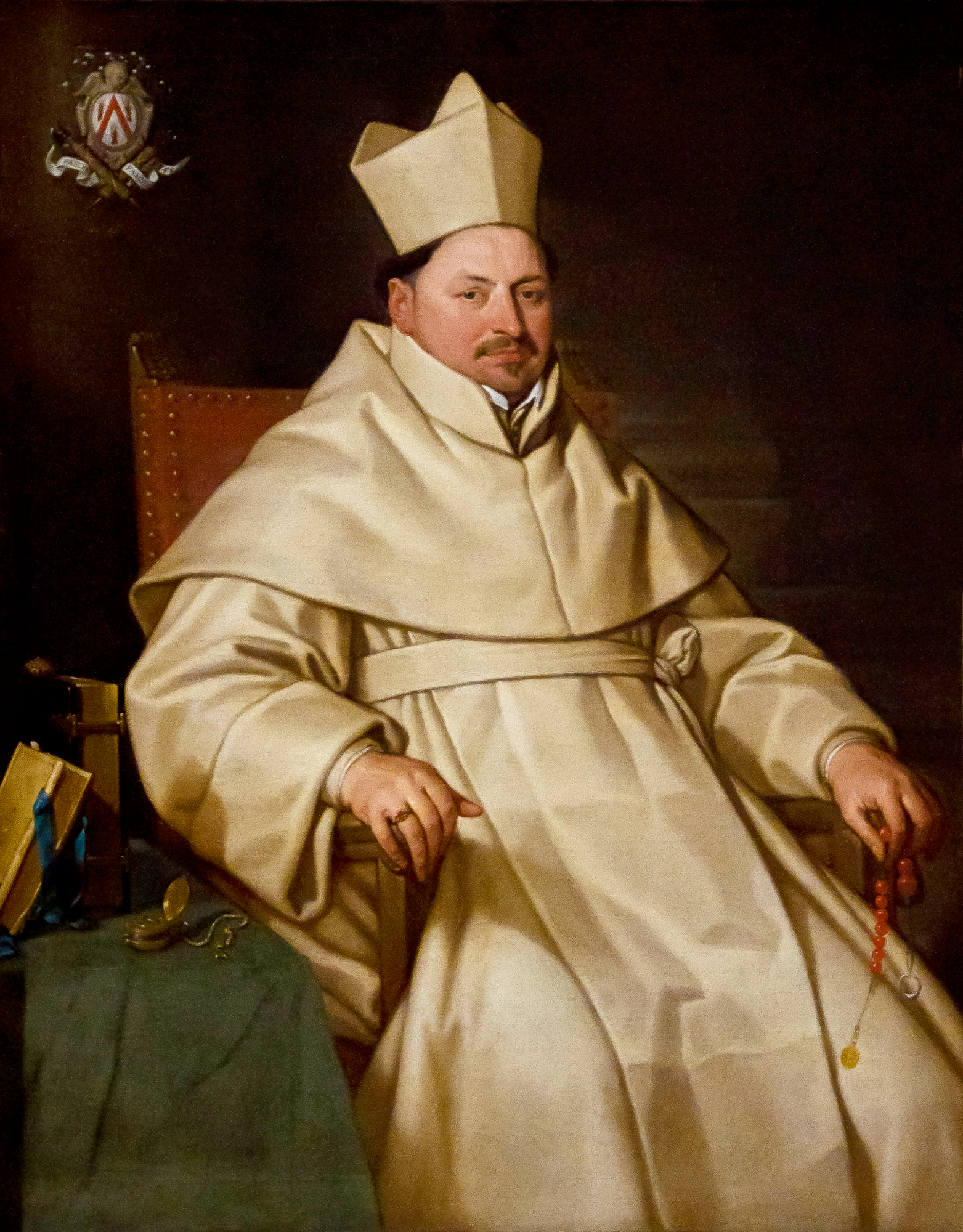
Nicolaas Mutsaerts, abt van de abdij van Tongerlo (1645) in het Museum voor Schone Kunsten in Rijsel
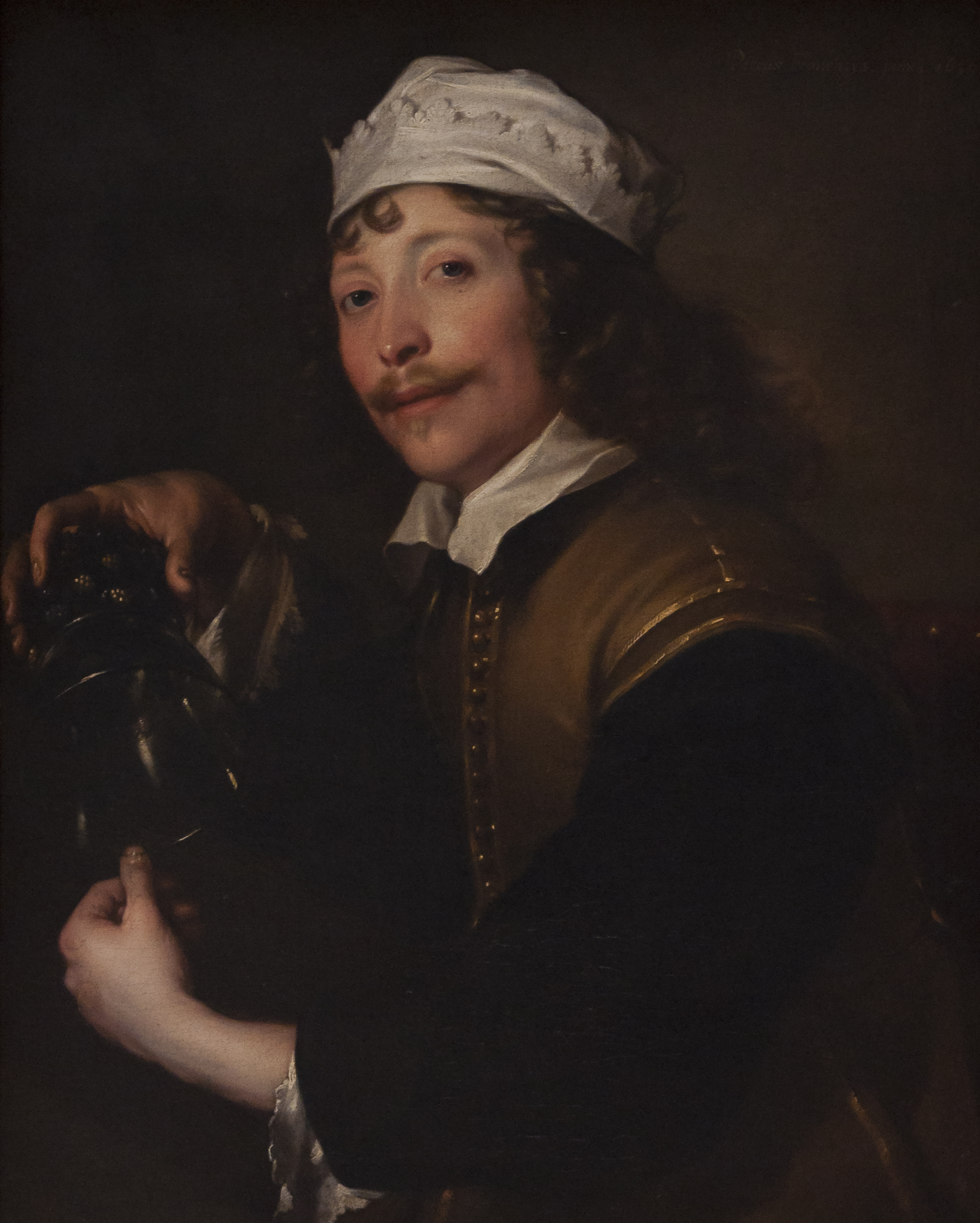
De nagelproef in de Koninklijke Musea voor Schone Kunsten van België in Brussel